# Bloemrijk grasland van het heuvelland
Bloemrijk grasland van het heuvelland is een natuurdoeltype en komt voor in heuvelachtig gebied en in beekdalen. De bodem is vochtig tot matig droog en is qua trofiegraad mesotroof tot meso-eutroof. De bodem is qua zuurgraad zwak zuur tot neutraal en heeft een diepe grondwaterstand. Het natuurdoeltype komt voor op kalk en leemrijke gronden (brikgronden). De vegetatie wordt gevoed door grondwater, regenwater en oppervlaktewater. Het natuurdoeltype heeft een oppervlakte van 0,5 ha nodig om als biotoop in stand te kunnen blijven. Het natuurdoeltype wordt onderhouden door middel van maaien en begrazing.

## Plantengemeenschappen
Binnen het natuurdoeltype bloemrijk grasland van het heuvelland kunnen meerdere plantengemeenschappen voorkomen. Deze plantengemeenschappen hoeven niet allemaal voor te komen om het natuurdoeltype te bereiken.
| Nederlandse naam                            | Wetenschappelijke naam                                    |
| ------------------------------------------- | --------------------------------------------------------- |
| associatie van schapengras en tijm          | Festuco-Thymetum                                          |
| glanshaver-associatie                       | Arrhenatheretum elatioris                                 |
| kamgrasweide                                | Lolio-Cynosuretum                                         |
| associatie van ruige weegbree en aarddistel | Galio-Trifolietum                                         |
| rompgemeenschap met spits havikskruid       | RG Pilosella lactucella-[Cynosurion/Plantagini-Festucion] |
| wormkruid-associatie                        | Tanaceto-Artemisietum                                     |

## Subtypen
Bloemrijk grasland van het heuvelland bestaat uit drie subtypen. Het eerste subtype is zinkweide. Dit subtype heeft vaak zinkrijk water waardoor het zinkviooltje er kan groeien. Het subtype zinkweide komt overeen met het grasland op zinkhoudende bodem behorend tot het Violetalia calaminariae wat tot de habitatrichtlijn behoort. De subtype glanshaverhooiland van het heuvelland en kamgrasweide van het heuvelland verschillen alleen qua beheer van elkaar en bevatten geen zinkrijk water. Kamgrasweide van het heuvelland wordt intensiever begraasd of gemaaid dan glanshaverhooiland van het heuvelland.